# اف (اکس)
اِف (اکس) (به کره‌ای: 에프엑스؛ به انگلیسی: (f(x) یک گروه دخترانه کی-پاپ است که در سال ۲۰۰۹ میلادی، زیرنظر اس.ام. اینترتینمنت شکل گرفت. این گروه از چهار عضو به نام‌های ویکتوریا، امبر، لونا و کریستال تشکیل شده‌است. البته لازم است ذکر شود که این گروه در ابتدا یک گروه پنج نفره بود تا اینکه در ۷ اوت ۲۰۱۵، سولی جهت تمرکز بر فعالیت‌های بازیگری خود، به‌طور رسمی گروه را ترک کرد.
اف (اکس) به صورت رسمی در سپتامبر ۲۰۰۹ و با تک‌آهنگ «لاچاتا» فعالیت خود را آغاز کرد. اولین آلبوم استودیویی آن‌ها پینوکیو (۲۰۱۱) و دو آلبوم کوتاه آن‌ها به نام‌های نو اِی‌بی‌اُ (۲۰۱۰) و شوک الکتریکی (۲۰۱۲) توانست سه آهنگ شماره یک در جدول دیجیتال گائون به دست آورد. دومین آلبوم استدیویی آن‌ها که نوار صورتی (۲۰۱۳) نام داشت، تنها آلبوم کره‌ای بود که به انتخاب کانال فیوز، در لیست «۴۱ آلبوم برتر» سال ۲۰۱۳ جای گرفت. سومین و چهارمین آلبوم استودیویی گروه که به ترتیب چراغ قرمز (۲۰۱۴) و چهاردیواری (۲۰۱۵) بودند نیز با موفقیت‌های تجاری زیادی همراه و همچنین توسط منتقدین و صاحب‌نظران عرصهٔ موسیقی مورد ستایش قرار گرفتند.
این گروه به علت سبک پوشش متنوع و موسیقی الکترونیک و الکتروپاپ خود، به عنوان «ریسک پذیرترین گروه کی-پاپ» شناخته می‌شود. همچنین اف (اکس) اولین گروه کی-پاپ بود که در فستیوال جنوب از طریق جنوب‌غربی به اجرا پرداخت.

## اعضا
| عنوان هنری      | نام اصلی        | زادروز                   | ملیت                |
| --------------- | --------------- | ------------------------ | ------------------- |
| ویکتوریا*       | سونگ چییِن       | ۲ فوریهٔ ۱۹۸۷ ‏(۳۸ سال)    | چین                 |
| امبر            | امبر جوزفین لیو | ۱۸ سپتامبر ۱۹۹۲ ‏(۳۲ سال) | ایالات متحده آمریکا |
| لونا            | پارک سون‌یونگ    | ۱۲ اوت ۱۹۹۳ ‏(۳۱ سال)     | کره جنوبی           |
| کریستال         | کریستال جانگ    | ۲۴ اکتبر ۱۹۹۴ ‏(۳۰ سال)   | ایالات متحده آمریکا |
| سولی (عضو سابق) | چوی جین‌ری       | ۲۹ مارس ۱۹۹۴ ‏(۳۱ سال)    | کره جنوبی           |

رهبر*

## ترانه‌شناسی

### آلبوم‌ها
آلبوم‌های استودیویی
- پینوکیو (۲۰۱۱)
- نوار صورتی (۲۰۱۳)
- چراغ قرمز (۲۰۱۴)
- چهاردیواری (۲۰۱۵)

آلبوم‌های چندآهنگه
- نو اِی‌بی‌اُ (۲۰۱۰)
- شوک الکتریکی (۲۰۱۲)